# GetByBus
GetByBus je internetska platforma koja omogućuje rezervaciju i kupnju karata te pruža informacije o redu vožnje autobusa, vlakova i trajekata putem svoje web stranice i mobilne aplikacije.
Tvrtka posluje globalno te nudi usluge u preko 80 zemalja.
GetByBus je osnovao Morten Smalby 2014. godine, uz suosnivače Vivian Lukšić, Terezu Kulić i Antu Dagelića.
Smalbyjevo iskustvo u putovanjima i vođenju bloga o Hrvatskoj rezultiralo je prepoznavanjem rastuće potražnje za informacijama o autobusnom prijevozu, što je dovelo do pokretanja getbybus.com platforme.
Tvrtka je postala profitabilna 2014. godine. U 2016. GetByBus je zabilježio 6 milijuna posjetitelja, dok je 2017. preko platforme autobusnu kartu kupilo 500.000 kupaca.
2021. godine, GetByBus je postao dio Bookaway grupacije.